# Milan Kymlicka
Milan Kymlicka (Louny, 15 de maio de 1936 — Toronto, 9 de outubro de 2008) foi um arranjador, compositor e maestro tchecoslovaco e canadense. Ele era conhecido por sua composição de trilhas sonoras de filmes e televisão, incluindo as da série animada de televisão Rupert, Babar, The Busy World of Richard Scarry e The Adventures of Paddington Bear e a série de televisão live-action Lassie e Little Men. Ele recebeu o Genie Award em 1996 por seu trabalho no Margaret's Museum.

## Vida Pessoal
Kymlicka nasceu em Louny, Tchecoslováquia. Ele se formou na Academia de Artes Cênicas de Praga e no Conservatório de Praga. Nesta última instituição foi aluno de Emil Hlobil.

## Carreira
Kymlicka começou seu trabalho como compositor em seu país natal e, em 1967, já havia produzido 20 trilhas sonoras de filmes, um balé, um concerto para violoncelo, diversas obras para piano solo, vários quartetos de cordas e criado o tema para uma série animada de televisão. 
Após a Primavera de Praga em 1968, Kymlicka emigrou para o Canadá, onde se estabeleceu em Toronto, Ontário. No início da década de 1970, ele trabalhava como arranjador/maestro de estúdio na Canadian Broadcasting Corporation. Em 1974, Kymlicka tornou-se cidadão canadense naturalizado. Naquele ano, ele fez arranjos musicais e regeu a Filarmônica de Hamilton, acompanhando o músico pop Ian Thomas; seus arranjos foram incluídos em algumas das gravações de Thomas na década de 1970.
Kymlicka continuou trabalhando como compositor, arranjador e maestro de cinema, televisão e rádio. Sua composição "Four Valses" foi gravada pelo pianista Antonín Kubálek em Nova York.
Kymlicka morreu em Toronto em 2008. Entre seus últimos trabalhos lançados estava Závoj tkaný touhami (originalmente de Tanita Tikaram), arranjado para o álbum de 2008 Ohrožený druh.

## Filmografia
- 1965 : O ctverecce a trojúhelníckovi
- 1970 : The Last Act of Martin Weston
- 1971 : Reincarnation (The Reincarnate)
- 1972 : Wedding in White
- 1988 : The King Chronicle, Part 1: Mackenzie King and the Unseen Hand
- 1988 : The King Chronicle, Part 2: Mackenzie King and the Great Beyond
- 1988 : The King Chronicle, Part 3: Mackenzie King and the Zombie Army
- 1989 : Mindfield
- 1989 : Le Triomphe de Babar (Babar: The Movie)
- 1990 : Falling Over Backwards
- 1990 : Simon les nuages
- 1990 : The Amityville Curse (vídeo)
- 1991 : L'Assassin jouait du trombone
- 1992 : Change of Heart
- 1992 : The Real Story of Happy Birthday to You
- 1992 : Psychic
- 1993 : La Florida
- 1993 : Deadbolt (série de televisão)
- 1993 : Le Voisin (The Neighbor)
- 1993 : Matusalem
- 1994 : The Paper Boy
- 1994 : Stalked
- 1994 : La Vie d'un héros
- 1995 : La Roumanie, ma mère et moi
- 1995 : V'la l'cinéma ou le roman de Charles Pathé (série de televisão)
- 1995 : Margaret's Museum
- 1996 : Sci-fighters
- 1996 : L'Histoire sans fin ("Unendliche Geschichte, Die") (série de televisão)
- 1996 : Les Exploits d'Arsène Lupin (série de televisão)
- 1997 : Little Men
- 1997 : La Vengeance de la femme en noir
- 1997 : Dancing on the Moon
- 1998 : Les Dessous du crime (Dead End)
- 1998 : Le Monde perdu (The Lost World)
- 1998 : L'École du bonheur ("Little Men") (série de televisão)
- 1999 : Running Home
- 1999 : Requiem for Murder
- 1999 : Kayla
- 1999 : Návrat ztraceného ráje
- 2000 : Danger à domicile (Frozen with Fear)
- 2000 : Le Fossile (Two Thousand and None)
- 2000 : Éternelle vengeance (Revenge)
- 2001 : Bluehair
- 2001 : La Forteresse suspendue
- 2002 : O ztracené lásce (série de televisão)
- 2003 : Mazaný Filip
- 2004 : Folle embellie
- 2004 : The Question of God: Sigmund Freud & C.S. Lewis (série de televisão)